# Jonny Lee Miller
Jonathan Lee Miller (Kingston upon Thames, 15 de novembro de 1972) é um ator britânico.
Jonny tornou-se conhecido graças aos papéis de Simon "Sick Boy" Williamson no filme Trainspotting (1996) e de Dade Murphy em Hackers (1995). É ainda conhecido pelos seus papéis em Afterglow (1997), Mansfield Park (1999), Melinda and Melinda (2004), The Flying Scotsman (2006), Endgame (2009), Dark Shadows (2012) e T2 Trainspotting (2017). The Flying Scotsman valeu-lhe uma nomeação para os London Film Critics' Circle na categoria de Ator do Ano e para Melhor Ator nos prémios BAFTA escoceses.
O ator também trabalha frequentemente no teatro, onde se destaca o seu trabalho em peças como After Miss Julie e Frankenstein. A última valeu-lhe o prémio Olivier de Melhor Ator.
Na televisão, Jonny foi o protagonista da série Eli Stone, transmitida pela ABC, que lhe valeu uma nomeação de Melhor Ator nos Satellite Awards. Foi ainda o protagonista da adaptação de 2009 de Emma, transmitida pela BBC e interpretou Jordan Chase na quinta temporada de Dexter. Entre 2012 e 2017, interpretou uma versão moderna de Sherlock Holmes na série Elementary, que lhe valeu uma segunda nomeação para os Satellite Awards.

## Início da vida
Miller nasceu em 15 de novembro de 1972, em Kingston upon Thames, Surrey, Inglaterra. Filho de Anna Lee e Alan Miller, foi criado no sudoeste de Londres. Ele participou da Tiffin School quando criança e foi influenciado por seus pais para começar a atuar; ambos eram atores de teatro e estavam envolvidos em produções teatrais da BBC.
Ele apareceu em várias peças escolares, tais como The Ragged Child e parte de Tiffin Swing Band. Ele então se juntou ao National Youth Music Theatre onde ele conheceu o ator Jude Law. Ele deixou a escola na idade de dezesseis anos depois de conseguir seu GCSEs para perseguir na carreira de ator.
Seu avô era Bernard Lee, que atuou como o primeiro M, em onze filmes do James Bond, mas Miller disse que ele se lembra pouco dele, pois ele ainda era jovem quando o avô morreu.

## Carreira

### Televisão
Jonny começou a trabalhar na televisão quando ainda era criança num episódio de Doctor Who em 1982. No ano seguinte, participou num episódio da série Jamima Shore e interpretou Charles Price em Mansfield Park. Em 1991, o Channel 4 transmitiu Itch, uma peça onde Jonny contracenou com Alexi Sayle. Ao longo dos anos 90, Jonny participou em várias séries, incluindo Keeping Up Appearances, Inspector Morse e Minder. Fez duas participações distintas no drama policial The Bill em 1991 e 1993 e participou em episódios individuais dos dramas Between the Lines e Casualty da BBC.
Na terceira série de Prime Suspect, transmitida em 1993, Jonny interpretou um jovem que foi abusado em criança por um pedófilo. O primeiro papel de maior destaque da sua carreira surgiu nesse ano com uma participação na telenovela EastEnders, onde interpretou Jonathan Hewitt. Mais tarde, Jonny revelou que lhe foi oferecido um contrato para permanecer na novela, mas ele rejeitou: "Foram cinco semanas de trabalho e ganhei mais dinheiro do que alguma vez ganhei na vida. Ofereceram-me um contrato de um ano e eu disse que não, graças a Deus. Achei que devia sair enquanto podia."
Miller apareceu na televisão na versão modernizada pela BBC de "Os Contos de Canterbury" The Canterbury Tales, de Geoffrey Chauce, como Artie no "Conto do Vendedor de Indulgências" - The Pardoner's Tale -, e como Lord Byron em uma produção da BBC sobre a vida do poeta. Em 2006, protagonizou, com Ray Liotta, o drama Smith, transmitido pela CBS. A série, considerada pelos críticos a pior dessa temporada, foi cancelada após a transmissão de apenas sete episódios. Dois anos depois, Jonny protagonizou a série Eli Stone, uma comédia sobre um advogado de São Francisco que começa a ter visões. A série foi bastante elogiada pela crítica, mas as baixas audiências ditaram o seu cancelamento ao fim de duas temporadas.
No seu projeto seguinte, Jonny regressou a produções baseadas na obra de Jane Austen, tendo interpretado o papel de George Knightley na minissérie Emma, transmitida pela BBC e com Romola Garai no papel principal.

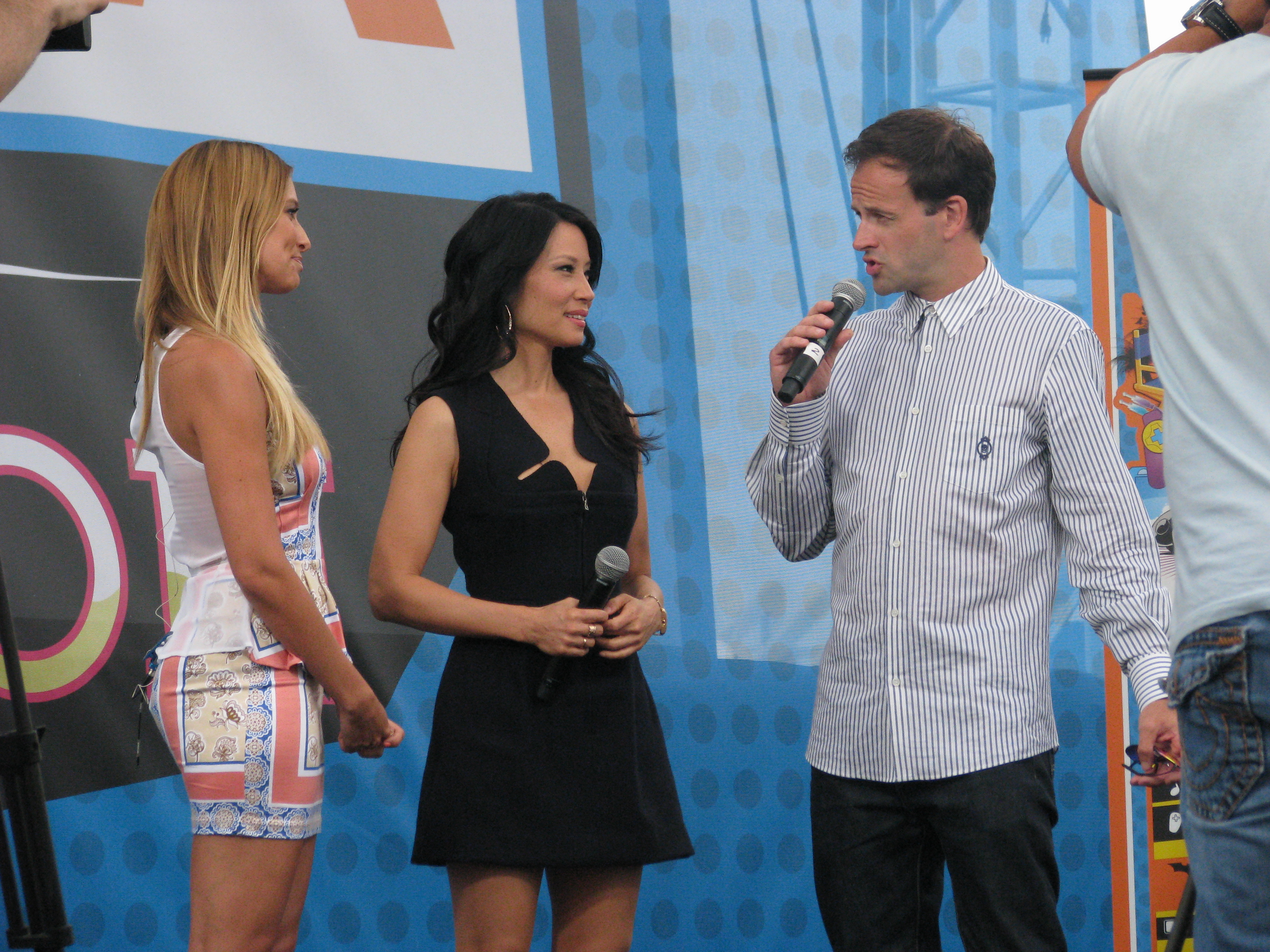
Jonny Lee Miller e Lucy Liu a promover Elementary na Comic Con em 2012.

Jonny participou na quinta temporada da série Dexter no papel de Jordan Chase, pelo qual foi nomeado, em conjunto com o elenco, para um Screen Actors Guild Award. Em 2010, o ator foi considerado para o papel de Rick Grimes na adaptação para a televisão de The Walking Dead, mas Andrew Lincoln acabou por ficar com o papel.
Em 2011, Jonny foi considerado para o papel de Sherlock Holmes na adaptação da CBS das obras de Arthur Conan Doyle, Elementary. O ator começou por recusar o papel por considerar que a premissa da série era demasiado parecida com Sherlock, a adaptação da BBC. Chegou mesmo a contactar Benedict Cumberbatch, o protagonista de Sherlock para pedir a sua opinião. Benedict desencorajou-o de aceitar o papel para evitar mais comparações entre os dois atores, que já tinham partilhado o papel de Frankenstein e da sua criatura numa peça nesse ano e o prémio Olivier pela mesma. No entanto, Jonny acabou por aceitar o papel depois de ler o guião. A série, onde contracenou com Lucy Liu, teve sete temporadas e valeu-lhe uma nomeação para os Satellite Awards na categoria de Melhor Ator.
Em 2021, foi anunciado que Jonny vai interpretar o ex-primeiro-ministro britânico John Major na quinta temporada de The Crown.

### Cinema
O primeiro papel de destaque de Jonny no cinema surgiu em 1995 com Hackers, onde conheceu Angelina Jolie, com quem se viria a casar no ano seguinte. Pouco depois de conseguir o papel em Hackers, Jonny foi escolhido para o papel de Sick Boy em Trainspotting. Ewan McGregor, o protagonista do filme e um dos seus amigos mais próximos, surgeriu Jonny para o papel. O sotaque escocês de Jonny no filme foi considerado convincente e levou várias pessoas a acreditar que ele era mesmo escocês. Jonny disse: "Tive de trabalhar um pouco. Li e reli o livro e fingi que era escocês o tempo todo que estive em Glasgow, a conviver com escoceses e a apanhar o sotaque na rua e nos bares. As pessoas têm-me apoiado e o Danny [Boyle, o realizador] acha que acertei. Claro que os outros atores vêm de toda a Escócia e têm sotaques diferentes, por isso tentei fazer um sotaque geral e composto."
In 1997, Jonny esteve envolvido na criação e gestão da companhia de produção Natural Nylon com os amigos Jude Law e Ewan McGregor. A empresa fechou em 2003.
Em 1997, ele fez o papel de Billy Prior na adaptação do romance de Pat Barker, Regeneration, sobre a Primeira Guerra Mundial. Em 1999, interpretou o protagonista masculino de Mansfield Park, a adaptação ao cinema do romance homónimo de Jane Austen, protagonizada por Frances O'Connor.
Em 2000, Miller fez o papel de Cameron Colley no filme Complicity, baseado no livro do escritor escocês Iain Banks. Em 2004, trabalhou com Woody Allen no filme Melinda and Melinda e, no ano seguinte, contracenou com Charlize Theron no filme de ficção científica Æon Flux.
Em 2006, ele voltou a Escócia na pele do ciclista Graeme Obree, no filme The Flying Scotsman, papel que lhe valeu uma nomeação na categoria de Melhor Ator nos BAFTA escoceses.
Em 2012, trabalhou com Tim Burton e Johnny Depp no filme Dark Shadows, onde interpretou Roger Collins. Em 2017, regressou ao papel de Sick Boy em T2 Trainspotting.

## Prêmios
Em 1997, venceu o Prêmio do Júri de Melhor Elenco do Festival de Cinema de Ft. Lauderdale por Afterglow. O prêmio foi dividido com Julie Christie, Nick Nolte e Lara Flynn Boyle.
Recebeu o Prêmio IQ de 2014.

## Filmografia

### Cinema
| Ano  | Título                | Papel                                            | Notas |
| ---- | --------------------- | ------------------------------------------------ | ----- |
| 1992 | Dead Romantic         | Paul                                             |       |
| 1993 | Bad Company           | Michael Hickey                                   |       |
| 1993 | Olly's Prison         | Smiler                                           |       |
| 1994 | Meat                  | Charlie Dyce                                     |       |
| 1995 | Hackers               | Dade Murphy [aka "Zero Cool" / "Crash Override"] |       |
| 1996 | Trainspotting         | Sick Boy                                         |       |
| 1996 | Dead Man's Walk       | Woodrow F. Call                                  |       |
| 1997 | Afterglow             | Jeffrey Byron                                    |       |
| 1997 | Regeneration          | 2nd Lt. Billy Prior                              |       |
| 1999 | Plunkett & Macleane   | Macleane                                         |       |
| 1999 | Mansfield Park        | Edmund Bertram                                   |       |
| 2000 | Love, Honour and Obey | Jonny                                            |       |
| 2000 | Complicity            | Cameron Colley                                   |       |
| 2000 | Dracula 2000          | Simon Sheppard                                   |       |
| 2002 | The Escapist          | Denis Hopkins                                    |       |
| 2004 | Mindhunters           | Lucas Harper                                     |       |
| 2004 | Melinda and Melinda   | Lee                                              |       |
| 2005 | Æon Flux              | Oren Goodchild                                   |       |
| 2006 | The Flying Scotsman   | Graeme Obree                                     |       |
| 2009 | Endgame               | Michael Young                                    |       |
| 2012 | Dark Shadows          | Roger Collins                                    |       |
| 2012 | Byzantium             | The Captain                                      |       |
| 2017 | T2 Trainspotting      | Sick Boy                                         |       |
| 2020 | Funny Face            | Developer                                        |       |
| 2021 | Settlers              | Reza                                             |       |
| 2022 | Alice                 | Paul Bennet                                      |       |

### Televisão
| Ano       | Título                    | Papel                  | Notas                                       |
| --------- | ------------------------- | ---------------------- | ------------------------------------------- |
| 1982      | Doctor Who                | Kinda child            | Episódio: "Kinda: Part One"                 |
| 1983      | Jemima Shore Investigates | Boy with dog           | Episódio: "A Little Bit of Wildlife"        |
| 1983      | Mansfield Park            | Charles Price          | 2 episódios                                 |
| 1990      | Keeping Up Appearances    | Youth                  | Episódio: "Daisy's Toyboy"                  |
| 1991      | 4 Play                    | Dennis Turnbull        | Episódio: "Itch"                            |
| 1991      | The Bill                  | Simon Cooper           | Episódio: "The Sorcerer's Apprentice"       |
| 1991      | Inspector Morse           | Student                | Episode: "Greeks Bearing Gifts"             |
| 1991      | Minder                    | Auctioneer's assistant | Episódio: "Three Cons Make a Mountain"      |
| 1992      | EastEnders                | Jonathan Hewitt        | 6 episódios                                 |
| 1992      | Between the Lines         | David Ringwood         | Episódio: "The Only Good Copper"            |
| 1992      | Casualty                  | Matt                   | Episódio: "Tender Loving Care"              |
| 1992      | Second Thoughts           | Chas                   | Episódio: "Short Change"                    |
| 1992      | Goodbye Cruel World       | Mark                   | Minissérie                                  |
| 1993      | Prime Suspect 3           | Anthony Field          | Episódio: "Part II"                         |
| 1993      | The Bill                  | Lee Gibson             | Episódio: "Mighty Atoms"                    |
| 1994      | Cadfael                   | Edwin Gurney           | Episódio: "Monk's Hood"                     |
| 1996      | Dead Man's Walk           | Woodrow Call           | 3 episódios                                 |
| 1999      | Operation Good Guys       | Ele próprio            | Episódio: "Stardust"                        |
| 2003      | The Canterbury Tales      | Arty                   | Episódio: "The Pardoner's Tale"             |
| 2003      | Byron                     | Lord Byron             | -                                           |
| 2006–2007 | Smith                     | Tom                    | 7 episódios                                 |
| 2008–2009 | Eli Stone                 | Eli Stone              | 26 episódios                                |
| 2009      | Emma                      | Mr. Knightley          | 4 episódios                                 |
| 2010      | Dexter                    | Jordan Chase           | 6 episódios                                 |
| 2012–2019 | Elementary                | Sherlock Holmes        | Protagonista e realizador de três episódios |
| 2022      | The Crown                 | John Major             |                                             |

### Teatro
| Ano  | Título                        | Papel                                      | Local                     |
| ---- | ----------------------------- | ------------------------------------------ | ------------------------- |
| 1993 | Beautiful Thing               | Ste                                        | Bush Theatre              |
| 1999 | Four Knights in Knaresborough | Brito                                      | Tricycle Theatre          |
| 2004 | Festen                        | Christian                                  | Almeida Theatre           |
| 2005 | Someone Who'll Watch Over Me  | Adam                                       | Ambassadors Theatre       |
| 2009 | After Miss Julie              | John                                       | American Airlines Theatre |
| 2011 | Frankenstein                  | Victor Frankenstein Frankenstein's monster | Royal National Theatre    |
| 2019 | Ink                           | Larry Lamb                                 | Manhattan Theatre Club    |